# Joker's Poem
"Joker's Poem"는 2010년 1월 20일에 도프뮤직에서 발매된 스카썩스(SKASUCKS)의 첫 번째 정규앨범 SKASUCKS(Self-Titled)의 첫 번째 싱글이다.

## 수록곡
1. "Joker's Poem" - 2:49
2. "Swimming In The Dream" - 5:13
3. "El Mariach" - 5:02

## 부가정보
- El Mariach는 스카썩스의 첫 번째 EP SKASUCKS의 수록곡이다.